# Emelle
Emelle és una població dels Estats Units a l'estat d'Alabama. Segons el cens del 2000 tenia 31 habitants.

## Demografia
Segons el cens del 2000, Emelle tenia 31 habitants, 15 habitatges, i 10 famílies. La densitat de població era de 54,4 habitants/km².
Dels 15 habitatges en un 33,3% hi vivien nens de menys de 18 anys, en un 46,7% hi vivien parelles casades, en un 20% dones solteres, i en un 33,3% no eren unitats familiars. En el 33,3% dels habitatges hi vivien persones soles el 6,7% de les quals corresponia a persones de 65 anys o més que vivien soles. El nombre mitjà de persones vivint en cada habitatge era de 2,07 i el nombre mitjà de persones que vivien en cada família era de 2,6.
Per edats la població es repartia de la següent manera: un 29% tenia menys de 18 anys, un 3,2% entre 18 i 24, un 22,6% entre 25 i 44, un 41,9% de 45 a 60 i un 3,2% 65 anys o més.
L'edat mediana era de 42 anys. Per cada 100 dones hi havia 63,2 homes. Per cada 100 dones de 18 o més anys hi havia 57,1 homes.
La renda mediana per habitatge era de 5.833 $ i la renda mediana per família de 5.000 $. Els homes tenien una renda mediana de 36.250 $ mentre que les dones 23.333 $. La renda per capita de la població era de 10.738 $. Aproximadament el 66,7% de les famílies i el 61,9% de la població estaven per davall del llindar de pobresa.

## Poblacions més properes
El següent diagrama mostra les poblacions més properes.